# إريك سانشيز
إريك سانشيز (بالإسبانية: Erick Sánchez)‏ (27 سبتمبر 1999 في المكسيك - ) هو لاعب كرة قدم مكسيكي في مركز الوسط. لعب مع نادي باتشوكا.

## وصلات خارجية
- إريك سانشيز على موقع الاتحاد الدولي (مؤرشف)  (الإنجليزية)
- إريك سانشيز على موقع إي إس بي إن إف سي (الإنجليزية)
- إريك سانشيز على موقع قاعدة بيانات كرة القدم.إي يو (الإنجليزية)
- إريك سانشيز على موقع ناشيونال فوتبول تيمز (الإنجليزية)
- إريك سانشيز على موقع Soccerway.com (الإنجليزية)
- إريك سانشيز على موقع AS.com (الإسبانية)